# Dicranomyia luteipes
Dicranomyia luteipes är en tvåvingeart som beskrevs av Alexander 1923. Dicranomyia luteipes ingår i släktet Dicranomyia och familjen småharkrankar. Inga underarter finns listade i Catalogue of Life.